# ماريون (ماساتشوستس)
ماريون (بالإنجليزية: Marion, Massachusetts)‏ هي بلدة أمريكية تقع في الولايات المتحدة في Plymouth County. يقدر عدد سكانها بـ 4,907 نسمة ومساحتها 67.7 كم2 وترتفع عن سطح البحر 6 متر.